# Aztekenlijster
De Aztekenlijster (Ridgwayia pinicola; synoniem: Zoothera pinicola) is een zangvogel uit de familie Turdidae (lijsters).

## Verspreiding en leefgebied
Deze soort is endemisch in Mexico en telt 2 ondersoorten:
- R. p. maternalis: de zuidwestelijke Verenigde Staten en noordwestelijk Mexico.
- R. p. pinicola: zuidwestelijk Mexico.